# Lycium
Genre
Classification APG III (2009)
Lycium est un genre de plantes de la famille des Solanacées. Il comporte 70 espèces d'arbustes épineux et de petits arbres

## Histoire
Au IIIe siècle av. J.-C., le philosophe botaniste Théophraste décrit des arbustes épineux que l'on pense être des lyciums. L'âge maximum d'apparition du Lycium serait 29,4 millions d'années. Le genre Lycium est probablement apparu dans le Nouveau Monde puis se serait dispersé vers l'Afrique méridionale et de là vers l'Eurasie et l'Australie. Par contre, l'espèce L. sandwicense du Pacifique est étroitement liée aux espèces du Nouveau Monde.

## Description
Arbrisseau (1,5-2,5 m) à rameaux grêles arqués (Lycium barbarum) ou étalés et épineux (Lycium europaeum), à port buissonnant ou non, traçant.
Feuilles : nombreuses, alternes, ovales étroites (2-6), vert grisâtre. Fleurs : axillaires, solitaires ou par deux (Lycium europaeum), en petits bouquets (3-5, Lycium barbarum), à corolle blanchâtre ou rosée (Lyciumum barbarum), en tube allongé, s'évansant puis se terminant par 5 lobes étalés recourbés. Fruits (juillet-septembre) : baies (15-25) globuleuses (Lycium europaeum) ou ovoïdes allongées (Lycium barbarum) rouge orangé, luisantes, enchâssées dans calice persistant à 2 ou 3 dents, à 10-20 petites graines beiges aplaties. Habitat : plantes originaires du pourtour méditerranéen, Lycium europaeum est d'ailleurs exclusivement méditerranéen. On retrouve ces espèces dans les jardins mais également dans les haies et sur les bords de chemin.

## Distribution

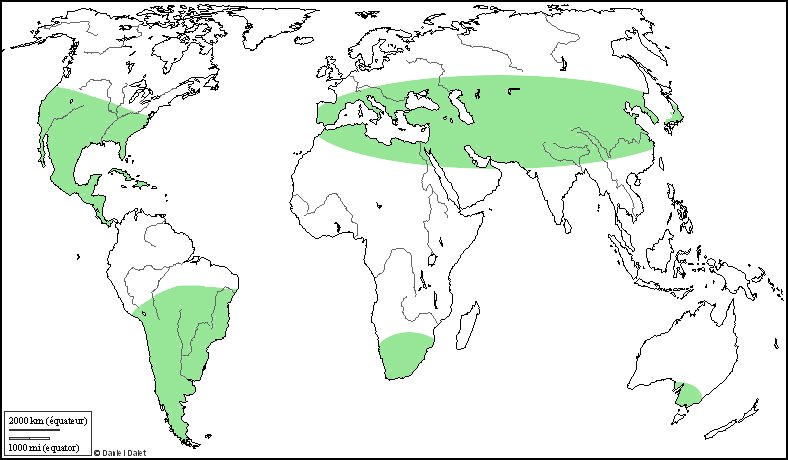
Carte de distribution du genre Lycium (d'après Fukuda 2001).

Les espèces sont distribuées dans des régions disjointes tempérées et subtropicales :
- Amérique du Sud : 30 espèces
- Afrique méridionale : 20 espèces
- Amérique du Nord : 20 espèces
- Eurasie : (de l'Europe à la Chine et au Japon) : 10 espèces
- Australie : 1 espèce
- Iles du Pacifique : 2 espèces

L'analyse phylogénétique de séquence d'ADN a dégagé deux grands clades :
1. Clade I : espèces d'Eurasie, Afrique méridionale, Australie
2. Clade II : espèces d'Amérique du Sud, Amérique du Nord et du Pacifique.

Pour eFlora of China, le genre Lycium regrouperait 80 espèces : (en) Flora of China : Lycium . La plupart poussent dans les régions arides ou subarides et quelques-uns dans les régions côtières sur des sols salés.

## Propriétés
Les jeunes pousses sont parfois consommées comme asperges. Les feuilles peuvent être utilisées comme salade ou comme succédané du thé.
La présence, dans la plante, d’alcaloïdes dont l'atropine est contestée. En revanche elles contiennent des quantités notables de bétaïnes, structures proches de celle des alcaloïdes mais qui ne semblent pas poser de problèmes d'intoxication.
Les données de la littérature les concernant sont très rares. L'ingestion de quelques baies (jusqu'à 5) n'entrainerait que de légers troubles digestifs, mais il semble plus prudent de considérer le fruit de ces plantes comme toxique à haute dose (plus de 10-15 baies !).

## Principales espèces
| - Lycium afrum L. - Lycium andersonii A. Gray - Lycium barbarum L. , lyciet commun, lyciet de Barbarie - Lycium berlandieri Dunal - Lycium carolinianum Walter - Lycium cestroides Schltdl. - Lycium chilense Bertero - Lycium chinense Mill., lyciet de Chine - Lycium cooperi Gray - Lycium depressum Stocks - Lycium europaeum L. , lyciet d'Europe - Lycium exsertum Gray - Lycium ferocissimum Miers - Lycium flexicaule Pojark. - Lycium fremontii Gray - Lycium hassei Greene | - Lycium horridum Thunb. - Lycium intricatum Boiss. - Lycium macrodon Gray - Lycium oxycarpum Dunal - Lycium pallidum Miers - Lycium parishii Gray - Lycium puberulum Gray - Lycium richii Gray - Lycium ruthenicum Murray - Lycium sandwicense Gray - Lycium shawii Roem. & Schult. - Lycium shockleyi Gray - Lycium texanum Correll - Lycium torreyi Gray - Lycium tweedianum Griseb. - Lycium verrucosum Eastw. |

## Utilisation
Les fruits de certaines espèces sont comestibles et utilisés dans la pharmacopée chinoise pour revigorer le qi 气. Son nom chinois est gouqizi (枸杞子). Le fruit du Lycium barbarum, popularisé sous le nom de « goji », est le produit le plus commercialisé des produits du genre Lycium, suivi de celui du Lycium chinense. Le Lycium barbarum est réputé pour posséder le « fruit le plus antioxydant au monde », mais les analyses récentes de l'USDA lui ont trouvé une activité antioxydante ORAC du même ordre que les pommes. 

En Asie orientale, il est réputé depuis deux millénaires pour contribuer à la longévité et à la bonne santé des personnes âgées.

Dans l'Épopée de Gilgamesh, épopée composée autour du IIe millénaire av. J.-C., le dieu Uta-Napishtim, poussé par sa femme, révèle à Gilgamesh l'existence d'une plante de la vie qui lui donnera l'immortalité, plus tard identifiée au lycium.